# Media Factory
Media Factory (メディアファクトリー Mediafakutorī?), anteriormente conocido como Media Factory, Inc. (株式会社メディアファクトリー Kabushiki-gaisha Mediafakutorī?), es una editorial y empresa de marca japonesa de Kadokawa Future Publishing. Fue fundada el 1 de diciembre de 1986 y su sede se encuentra en Shibuya, Tokio. Es una subsidiaria de Recruit Co., Ltd. Media Factory fue posiblemente el primer distribuidor de anime en solicitar que los sitios no se vinculen al fansub de ningún anime con licencia de la compañía. El 12 de octubre de 2011, Kadokawa Corporation compró Media Factory por ¥ 8,000,000,000. Media Factory también tiene una revista de manga mensual, Gekkan Comic Alive y su propio sello de novelas ligeras, MF Bunko J. Media Factory también tiene la licencia para la distribución de The 39 Clues en Japón. Media Factory dejó de ser una Kabushiki gaisha, y también retiró la serie de anime Pokémon el 1 de octubre de 2013 cuando se fusionó con otras ocho empresas para convertirse en una empresa de marca de Kadokawa Corporation. Tenía un sello discográfico, Pikachu Records, que produjo CD de Pokémon y bandas sonoras de Pokémon en Japón de 1997 a 2012. La mayoría de los álbumes de Pokémon en Japón provienen de Pikachu Records durante este período. El sello se disolvió cuando Kadokawa Corporation compró Media Factory.

## Revistas
- Comic Cune
- Da Vinci
- Gekkan Comic Alive
- Gekkan Comic Flapper
- Gekkan Comic Gene

## Imprentas de novelas ligeras
- Fleur Bunko Bleu Line
- Fleur Bunko Rouge Line
- MF Books
- MF Bunko DA VINCI
- MF Bunko DA VINCI MEW
- MF Bunko J

## Series de anime
- Akane Maniax (OVA)
- Area 88 (TV, manga)
- ATASHIn'CHI (Película)
- Burst Angel (TV)
- Divergence Eve (TV)
- Dokkoida?! (TV)
- Gad Guard (TV)
- Gankutsuou (TV)
- Gate Keepers (TV)
- Genshiken (TV)
- Gift ~eternal rainbow~ (TV)
- Ginga Reppuu Baxinger (TV)
- Ginga Senpuu Braiger (TV)
- Ginga Shippu Sasuraiger (TV)
- Gravion (TV)
- Green Green (OVA)
- Ikkitousen (TV)
- Itsuka Tenma no Kuro-Usagi (TV)
- Jii-san Baa-san Wakagaeru (TV)
- Kage Kara Mamoru! (TV)
- Kamisama Kazoku (TV)
- Kanokon (TV)
- Kimi ga Nozomu Eien (TV)
- Kujibiki Unbalance (OVA)
- Kurau: Phantom Memory (TV)
- Mai, the Psychic Girl (manga)
- Maria Holic (TV)
- Mayo Chiki  (Novela ligera)
- Mouse (TV)
- Najica Blitz Tactics (TV, manga)
- Net-juu no Susume (manga)
- Okusama wa Mahou Shoujo (TV)
- Plawres Sanshiro (TV)
- Pokémon: El Destino de Deoxys (Película)
- Pokémon: Jirachi y los Deseos (Película)
- Pokémon 4Ever: Celebi - Voice of the Forest (Película)
- Project A-ko (Película)
  - Project A-ko 2: Plot of the Daitokuji Financial Group (OVA)
  - Project A-ko 3: Cinderella Rhapsody (OVA)
  - Project A-ko 4: Final (OVA)
  - A-Ko The Versus (OVA)
- Pugyuru (TV)
- RahXephon (TV, OVA, Película)
- Reign: The Conqueror (TV)
- Sakurasou no Pet na kanojo (TV)
- School Rumble (TV)
- Seirei Tsukai no Blade Dance (TV)
- Shura no Toki (TV)
- Soul Eater (TV)
- Sousei no Aquarion (TV)
- Strawberry Panic! (TV) - Espónsor, DVD sales
- Tenbatsu Angel Rabbie (OVA)
- Narue no Sekai (TV)
- Translucent (manga)
- Twin Spica (TV, manga)
- UFO Princess Valkyrie (TV)
  - UFO Princess Valkyrie 2 (TV)
  - UFO Princess Valkyrie Deluxe (OVA)
- Vandread (TV)
  - Vandread Taidouhen (OVA)
  - Vandread: The Second Stage (TV)
- Wandaba Style (TV)
- Zaion: I Wish You Were Here (TV)
- Zero no Tsukaima (TV)
- No Game No Life (TV)